# Imanol Alguacil Barrenetxea
Imanol Alguacil Barrenetxea (Orio, 4 de juliol de 1971) és un exfutbolista basc, que ocupava la posició de migcampista. Posteriorment ha fet d'entrenador de futbol a la Reial Societat on va arribar a entrenar el primer equip durant més de 7 temporades. Actualment és l'entrenador de l'Al Shabab.

## Trajectòria

### Com a jugador
Sorgit del planter de la Reial Societat, aplega al primer equip la temporada 90/91, en la qual juga un partit. A l'any següent es consolida en el conjunt donostiarra i apareix fins a 23 partits, que creixerien fins a 30 a la campanya 92/93.
A partir de la temporada 93/94, però, l'aportació d'Imanol comença a decréixer. Tot i que encara jugaria 20 partits la temporada 94/95, els seus darrers anys a la Reial Societat no passarien dels deu partits per any. Finalment, a l'estiu de 1998 deixa l'equip basc i fitxa pel Vila-real CF.
L'equip valencià acabava de pujar per primer cop a la màxima categoria, i tot i que buscava jugadors amb experiència, Imanol no va entrar en els plans del tècnic, i només juga 8 partits. L'equip baixa a Segona, i ací el basc recupera minuts, que ajudarien a un ràpid retorn a Primera.
Però, no tíndria continuïtat, i a l'estiu del 2000 recala al Real Jaén, amb qui jugaria 30 partits, la majoria de suplent. La temporada 01/02 fitxa pel Cartagonova, de Segona B. Es retiraria a l'any següent, quan militava al Burgos CF.

### Com a entrenador
El 26 de juliol de 2011, Imanol va retornar al seu primer club, la Real Sociedad, per fer d'entrenador del juvenil. El 17 de juny de 2013 fou nomenat segon entrenador d'Asier Santana a l'equip B, i també es va fer càrrec, amb Santana, del primer equip el novembre de 2014 després de la destitució de Jagoba Arrasate.
Després de l'arribada de David Moyes el novembre de 2014, Imanol va ser inclòs a l'equip tècnic de la primera plantilla, tot i que més tard aquell mateix mes fou nomenat entrenador del B.

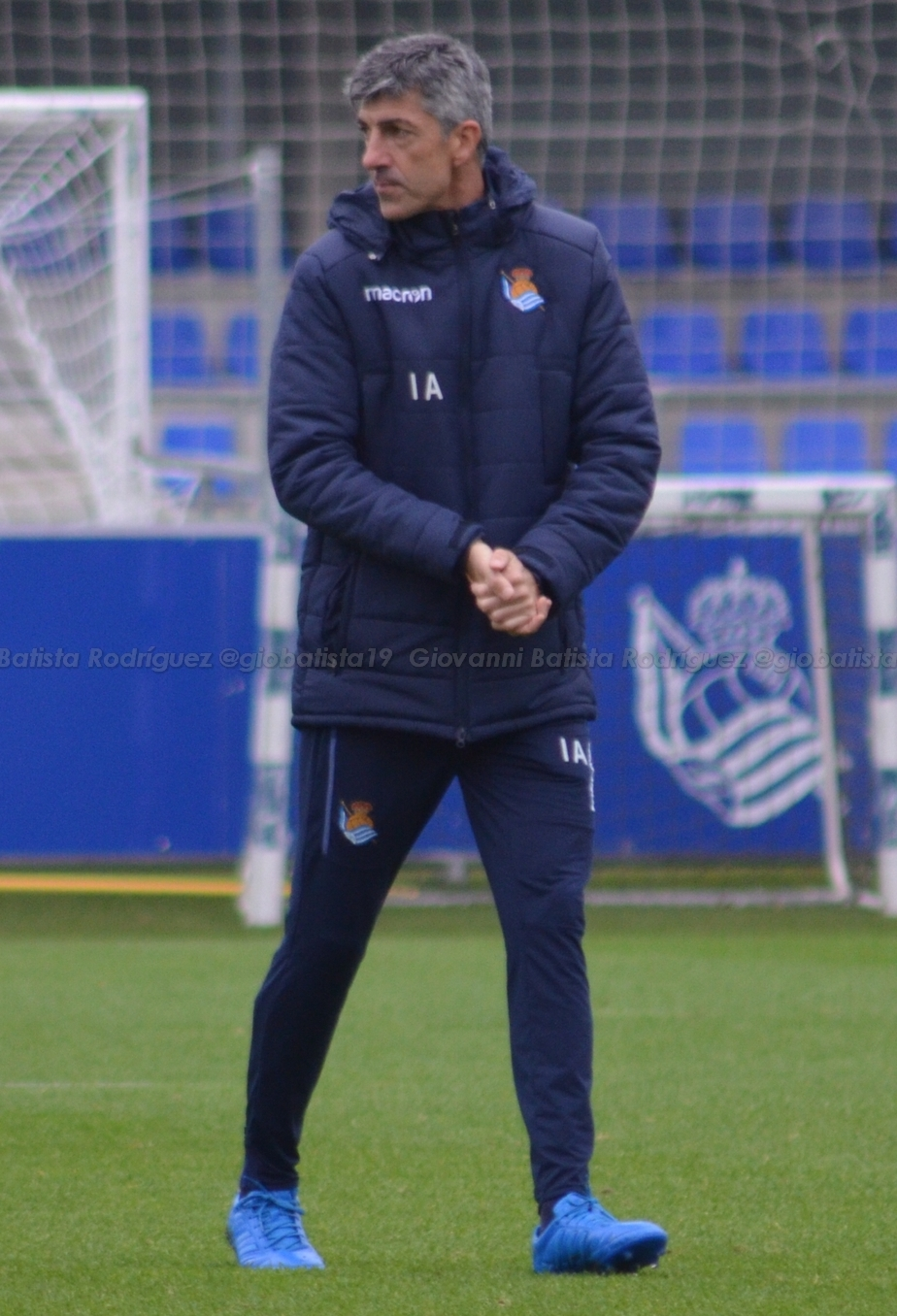
Alguacil training with Reial Societat in 2018

El 19 de març de 2018, va substituir el destituït Eusebio Sacristán al capdavant del primer equip fins al final de la temporada. Aquell estiu, Imanol va retornar al B, mentre Asier Garitano agafava el primer equip, tot i que el desembre del mateix any, Garitano fou cessat després d'una sèrie de mals resultats i Imanol va tornar a ser nomenat entrenador del primer equip.
 Després d'un bon inici de la temporada 2019-20, se li va concedir una extensió de contracte d'un any.
L'Alguacil va portar la Reial al seu primer trofeu des del 1987 el 3 d'abril de 2021, amb una victòria per 1-0 contra el rival basc Atlètic de Bilbao a la final de la Copa del Rei de futbol de 2020 (ajornada a causa de la pandèmia de la COVID-19). A la roda de premsa posterior al partit, ho va celebrar posant-se la samarreta i la bufanda de l'equip i cantant amb alegria.
El 14 de novembre de 2022, Alguacil va ampliar el seu contracte fins al 2025. El següent 17 de gener, amb una victòria per 1-0 a casa contra el RCD Mallorca als vuitens de final de la Copa del Rei de futbol 2022–23, va arribar a les 100 victòries amb la Reial en 205 partits; una ratxa rècord del club de nou victòries consecutives va acabar a la següent ronda amb una derrota per 1-0 contra el FC Barcelona. Amb una quarta posició a la temporada 2022–23, va aconseguir la quarta classificació europea consecutiva i la primera de l'equip a la Lliga de Campions en una dècada.
El 24 d'abril de 2025, Alguacil va anunciar que deixaria l'Estadi d'Anoeta al final de la temporada 2024-25. El 3 de juliol va ser nomenat jugador de l'Al Shabab FC (Riyadh) de la Lliga Professional Saudita.

## Palmarès
Reial Societat
- 1 Copa del Rei: 2019-20[19]

Individual
- Trofeu Miguel Muñoz: 2022–23[20]